# CG3+2
『CG3+2』は、カリフォルニア・ギター・トリオがトニー・レヴィン、パット・マステロットと連名で2002年に発表したスタジオ・アルバム。

## 解説
2001年発売のオフィシャル・ブートレグ『Live at Key Club』に引き続き、キング・クリムゾンのトニー・レヴィンとパット・マステロットが全面参加した。「メルローズ・アヴェニュー」、「ブロックヘッド」、「トレイン・トゥ・ラミィ」は、バンドが初期2作のアルバムで発表した曲のリメイクで、「21世紀のズンドコ節」は、日本の楽曲「ズンドコ節」に、キング・クリムゾンの楽曲「21世紀のスキッツォイド・マン」および「ヴルーム」のフレーズが挿入されている。バート・ラムズは本作の音楽性に関して「今まではクラシックの曲をアレンジしたり、サーフ・ギターをやってみたりしたけれど、今回のトニーとパットの入った作品によって、焦点がもう少しロック寄りに定まったという気がする」と説明している。
François Coutureはオールミュージックにおいて5点満点中3点を付け、イエスの「燃える朝焼け」、マハヴィシュヌ・オーケストラの「ダンス・オブ・マヤ」、それに森谷英世がアレンジした日本の伝統曲2曲を聴き所として挙げている。

## 収録曲
特記なき楽曲はバート・ラムズ、ポール・リチャーズ、森谷英世の共作。
1. メルローズ・アヴェニュー - "Melrose Avenue" - 2:18
2. スカイライン - "Skyline" - 4;42
3. ダンシング・アン - "Dancing Ann" (Hideyo Moriya) - 3:38
4. 燃える朝焼け - "Heart of the Sunrise" (Jon Anderson, Chris Squire, Bill Bruford) - 7:15
5. 花笠音頭 - "Hanagasa" (Traditional) - 3:33
6. 21世紀のズンドコ節 - "Zundoko-Bushi" (Traditional/Robert Fripp, Pete Sinfield, Ian McDonald, Greg Lake, Michael Giles) - 3:37
7. ブロックヘッド - "Blockhead" - 3:47
8. ダンス・オブ・マヤ - "Dance of Maya" (John McLaughlin) - 7:14
9. スワンピィ・スペース - "Swampy Space" (Bert. Lams, Paul Richards, H. Moriya, Tony Levin, Pat Mastelotto) - 3:40
10. スワンピィ・リターン - "Swampy Return" (B. Lams, P. Richards, H. Moriya, T. Levin, P. Mastelotto) - 2:10
11. トレイン・トゥ・ラミィ - "Train to Lamy" - 5:13
12. イヴ - "Eve" - 4:16
13. ホワット・アイ・アム - "What I Am" (B. Lams, P. Richards, H. Moriya, T. Levin, P. Mastelotto) - 6:28
14. ザ・チェイス - "The Chase" (B. Lams, P. Richards, H. Moriya, T. Levin, P. Mastelotto) - 7:59

### 日本盤CDボーナス・トラック
2曲ともオフィシャル・ブートレグ『Live at Key Club』より。
1. アパッチ - "Apache" (Jerry Lordan) - 3:09
2. ディシプリン - "Discipline" (R. Fripp, Adrian Belew, T. Levin, B. Bruford) - 4:47

## 参加ミュージシャン
- バート・ラムズ - ギター、テナーギター
- ポール・リチャーズ - ギター、スライドギター
- 森谷英世 - ギター、マンドセロ
- トニー・レヴィン - ベース、チャップマン・スティック
- パット・マステロット - ドラムス、パーカッション